# Şekip Engineri
Hüseyin Şekip Engineri (Istanbul, 1902 - 12 de gener de 1979) va ser un atleta, professor d'anglès, i polìtic turc. Va participar en els Jocs Olímpics d'Estiu de 1924 en 100 metres llisos. Va ser diputat de la província de Burdur a la Gran Assemblea Nacional de Turquia pel partit CHP.